# Peter Rehberg
Pour les articles homonymes, voir Rehberg.
Peter Rehberg, né le 29 juin 1968 à  Tottenham (Grand Londres) et mort le 22 juillet 2021 à Berlin, est un musicien de musique expérimentale britannique. 
Il utilisait principalement l'ordinateur pour composer. Selon Alexandre Bazin, il est "l'un des premiers musiciens à utiliser comme seul instrument l'ordinateur portable, et à l'avoir amené sur scène".
Le journaliste Olivier Lamm a décrit son travail comme un "mélange de déflagrations sonores jusqu’au-boutistes et presque romantiques, de dérapages contrôlés (...) et d’humour glacé, brillant".

## Biographie
Peter Rehberg a collaboré avec Jim O'Rourke, Christian Fennesz, Dennis Cooper, Gisèle Vienne, Stephen O'Malley (ou KTL), Matmos, Tujiko Noriko, Kevin Drumm, Marcus Schmickler, Mika Vainio, General Magic, Zbigniew Karkowski, Z'EV, Rosy Parlane, Keith Rowe, Sunn O))), etc.
Il est membre du trio d'improvisation Fenn O’Berg, aux côtés de Fennesz et Jim O’Rourke.
Il est aussi un membre du groupe M.I.M.E.O., ensemble de musique électroacoustique improvisée qui réunit plus de 10 musiciens.

### Fondation du label Mego
En 1995, Peter Rehberg rejoint le label Mego, structure fondée en 1994 à Vienne par Ramon Bauer, Peter Meininger et Andreas Pieper.
La première publication de Mego est le vinyle 12" Fridge Trax, une collaboration de General Magic (Ramon Bauer et Andi Pieper) et Peter Rehberg (sous son nom de scène Pita).
Le premier album solo de Rehberg, Seven Tons For Free, sort en 1996 sur Mego. Oliver Lamm décrit l'album comme "chef d’œuvre de musique industrielle nocturne et introspective". Cet album sera honoré en 1999 par le Prix Ars Electronica pour Digital Musics. Atsushi Sasaki, membre du jury, décrit l'album comme "une œuvre monumentale qui influencera la direction prise par Mego", et le compare aux albums Vakio de Pan Sonic et +/- de Ryoji Ikeda. Ce prix honore de manière conjointe le label Mego, l'album de Rehberg Seven Tons For Free, et l'album de Christian Fennesz Hotel Paral.lel (sorti en 1997).
En mai 1998, Peter Rehberg forme un trio avec Fennesz et Jim O’Rourke, qui se produit à Hambourg, Berlin et Paris.
En janvier 1999, le trio joue au NTT InterCommunication Center à Tokyo, au Japon, dans le cadre d'un showcase du label Mego. Dans cette même période, Rehberg donne trois concerts en duo avec Zbigniew Karkowski, qui forment la matière de leur album collaboratif Pop, aux sonorités rugueuses et agressives.

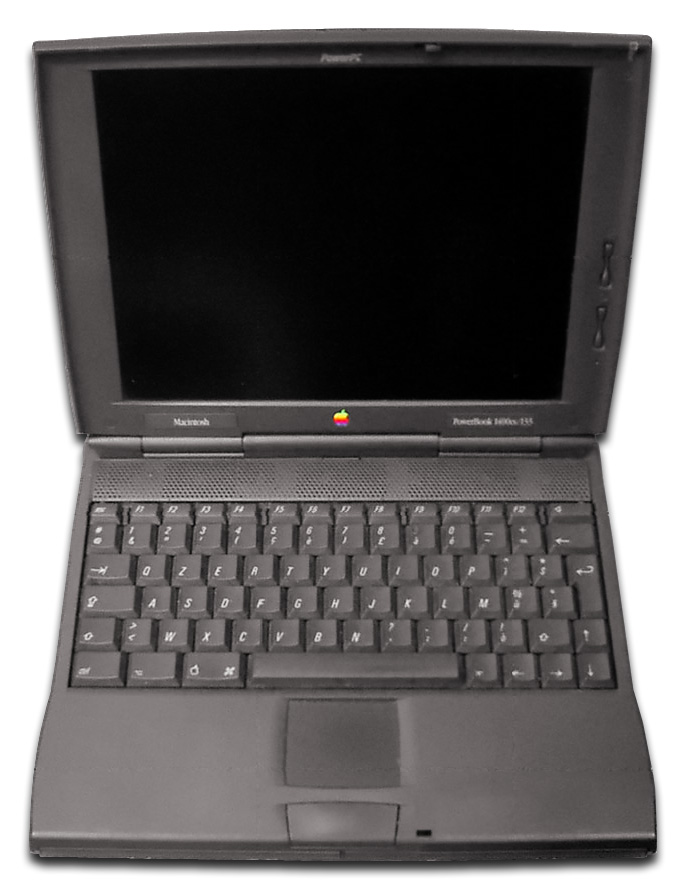
Un Apple PowerBook 1400cs/133, le modèle utilisé par Rehberg en 1998–1999.

En octobre 1999, Rehberg publie son deuxième album solo, Get Out (Mego 029). Ses 9 pistes sans titre ont été composées sur un PowerBook 1400.  
En décembre 1999 sort l'album The Magic Sound Of Fenn O'Berg, qui réunit des enregistrements de cinq concerts du trio formé par Rehberg, Fennesz et Jim O'Rourke. 
Get Down, en 2002, est le troisième album solo de Rehberg. Contrairement aux précédents albums qui étaient publiés sur CD, Get Down est édité uniquement sur vinyle. La pochette, dessinée dans un style BD, représente une pile électrique à l'expression colérique. La musique de cet album a été entièrement produite avec le logiciel SuperCollider.
L'album successeur, Get Off, sort en 2004 sur le label suédois Häpna.
Le label Mego ayant mis un terme à ses opérations fin 2005, Rehberg fonde en janvier 2006 la structure Editions Mego.

### Collaboration avec le (GRM)
Le 15 mars 2009, Peter Rehberg donne un concert dans le cadre du Festival Présences électronique, qui marque sa première collaboration avec le Groupe de recherches musicales (INA-GRM),. En 2012, Rehberg lance avec l’INA-GRM, au sein du catalogue des Editions Mego, la série de disques Recollection GRM, pour rendre disponibles sur vinyle des enregistrements du Groupe de Recherches Musicales. Parmi les artistes publiés dans cette série: Michèle Bokanowski, Luc Ferrari, Bernard Parmegiani ... Le sous-label Portraits GRM, quant à lui, se focalise depuis 2020 sur l'édition de musique électronique contemporaine.
En 2016, Rehberg se produit une deuxième fois au Festival Présences électronique, donnant un concert en se servant d'un synthétiseur modulaire. Ses deux concerts (de 2009 et 2016) sont édités de manière posthume en 2022 dans la collection Portraits GRM.

### Collaboration avec Gisèle Vienne et Stephen O'Malley

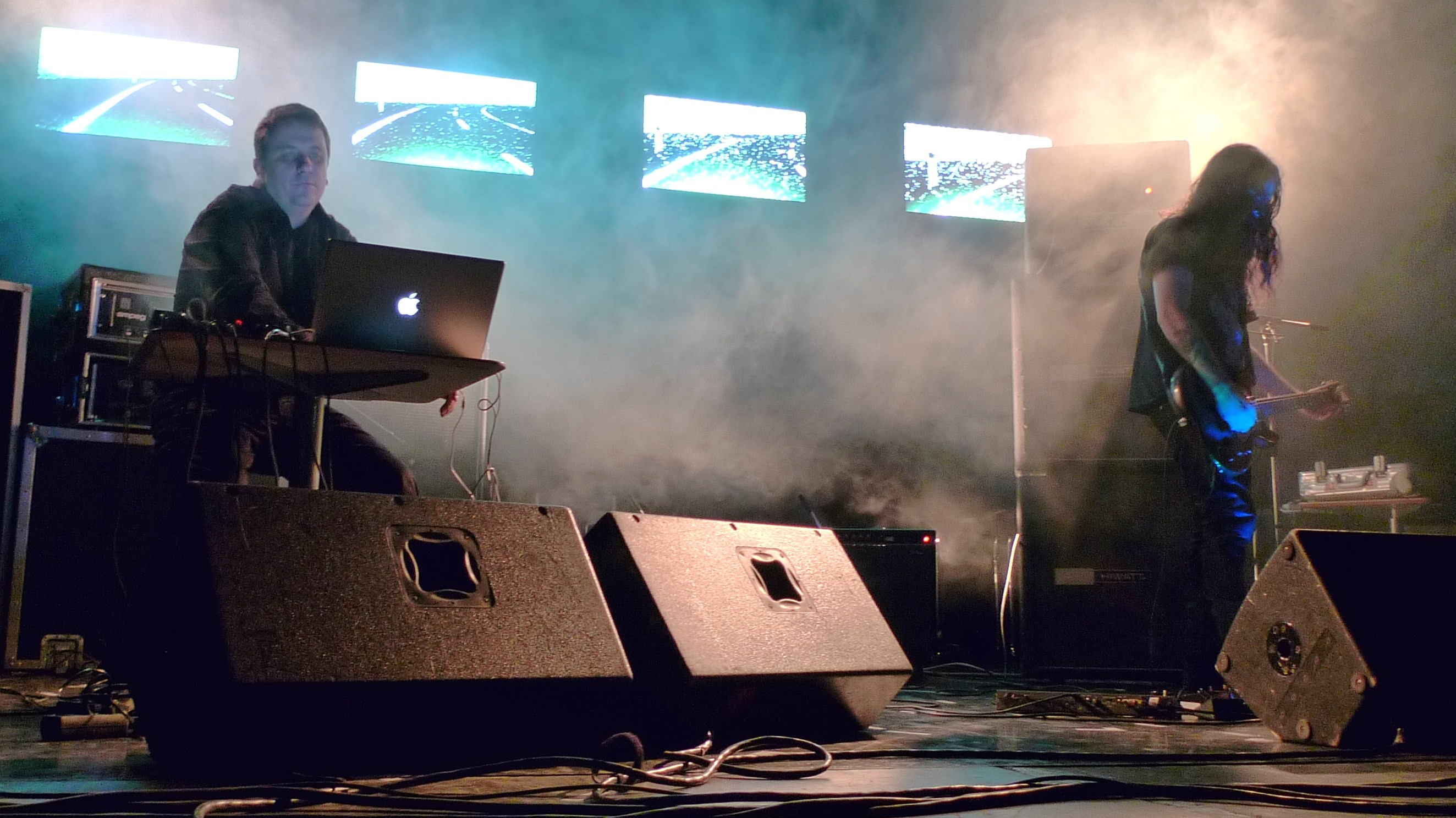
Concert du duo KTL en 2009

Pendant 20 ans, Peter Rehberg compose les bandes-sonores des spectacles de la chorégraphe franco-autrichienne Gisèle Vienne, en solo, ou avec Stephen O'Malley dans le duo KTL. En 2021, la chaîne radio France Musique consacre un documentaire-hommage à cette collaboration.

### Derniers enregistrements solo (2016 – 2019)
Après un long hiatus de 12 ans, Rehberg publie en 2016 son cinquième album solo, intitulé Get In, enregistré à Vienne entre mars 2015 et janvier 2016. Aaron Leitko, dans sa critique pour Pitchfork, y décèle, dans les moments les plus contemplatifs, des mélodies génératives évoquant Brian Eno.
Cet album est suivi en 2019 par Get On, son ultime album solo, au format vinyle et numérique.

### Mort (22 juillet 2021)
Peter Rehberg meurt d'une crise cardiaque le 22 juillet 2021 à Berlin à l'âge de 53 ans,. Sa disparition est commémorée par des articles, notamment dans le New York Times et le Guardian. 
En juin 2024, trois soirées de concerts en hommage à Peter Rehberg sont organisées au Centre Pompidou et à l'Ircam, avec des concerts de Tujiko Noriko, Nik Void & Klara Lewis, Christian Fennesz, Grand River & Abul Mogard, Didem Coşkunseven et Caterina Barbieri. 

## Discographie

### Albums solo
- 1996 : Seven Tons For Free (CD) - Mego
- 1999 : Get Out (CD) - Touch
- 2002 : Get Down (LP) - Mego
- 2004 : Get Off - Häpna
- 2016 : Get In  - Editions Mego
- 2019 : Get On  - Editions Mego
- 2022 : at GRM  - Portraits GRM / Shelter Press
- 2025 : Liminal States  - Editions Mego

### Solo ou collaboration
- 1995 : Fridge Trax avec General Magic (12") - Mego
- 1996 : Live & Final Fridge avec General Magic (LP/CD) - Source
- 1997 : Three Compositions For Machines avec Charlemagne Palestine et Mika Vainio (CD) - Staalplaat
- 1998 : Dĩ-n avec Christian Fennesz et Mike Harding (LP) - Ash International
- 2001 : invalidObject Series (break) (3" CD) - Fällt
- 2002 : Early Works 1982-1984 (3"CD) - Alku
- 2005 : Untitled avec Christian Fennesz, Sachiko M et Otomo Yoshihide (CD) - Erstwhile Records
- 2005 : Fremdkörper - Mosz
- 2007 : A Bas la Culture Marchande  (No Fun Productions)
- 2008 : Colchester avec Z'EV - Editions Mego
- 2008 : Work For GV 2004-2008 - Editions Mego

### Groupes
Rehberg & Bauer, avec Ramon Bauer
- 1997 : faßt (CD) - Touch
- 1999 : ballt (CD) - Touch
- 2001: passt (CD) - Touch

Fenn O´Berg, avec Christian Fennesz et Jim O'Rourke
- 1999 : The Magic Sound Of Fenn O´Berg (CD) - Mego
- 2002 : The Return Of Fenn O’Berg (CD/LP) - Mego
- 2009 : Magic & Return (CD) - Editions Mego
- 2010 : In Stereo (CD/LP) - Editions Mego
- 2010 : Live In Japan Part One et Part Two (LP) - Editions Mego
- 2012 : In Hell  (LP) - Editions Mego

POP (Product Of Power), avec Zbigniew Karkowski
- 2001 : POP (LP) - Tochnit Aleph
- 2003 : Work Hard Play Harder (CD) - Absurd

DACM, avec Tujiko Noriko
- 2002 : Showroom Dummies (CD) - Mego
- 2004 : Stereotypie (CD) - Asphodel

KTL, avec Stephen O'Malley
- 2006 : KTL - Editions Mego
- 2007 : KTL2 - Editions Mego
- 2007 : KTL3 - Or
- 2007 : Live In Krems (LP) - Editions Mego
- 2009 : IV (LP) - Editions Mego
- 2012 : V (LP) - Editions Mego

R/S, avec Marcus Schmickler
- 2007 : One  (CD) - Erstwhile Records
- 2011 : USA (LP) - PAN

NPVR, avec Nik Colk Void
- 2017 : 33 33 - Editions Mego
- 2024 : 33 34 - Editions Mego